# Bab Xarqi
Bab Xarqi (àrab: الباب الشرقي, al-Bāb ax-Xarqī, ‘la Porta Oriental’), també coneguda com la Porta del Sol (àrab: باب الشمس, Bāb ax-Xams), és una de les set portes de la ciutat antiga de Damasc, capital de Síria. El seu nom modern prové de la seva ubicació a la part oriental de la ciutat. La porta també dona nom al barri cristià que l'envolta. La gran façana de la porta es va reconstruir a la dècada de 1960.
A més de ser l'única porta romana original que encara queda en peu, Bab Xarqi també és l'única de les vuit portes de la ciutat vella de Damasc que conserva la seva forma original com a pas triple, amb el gran passadís central per a caravanes i trànsit rodat i els dos més petits flanquejant el gran per als vianants.

## Història

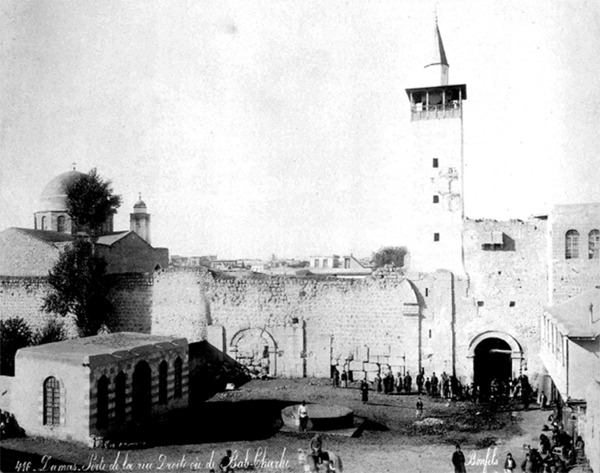
Bab Xarqi el 1880.

La porta, que va ser dedicada al sol pels romans i coneguda per ells com la Porta del Sol, data de vers el 200 dC. Tot i que la porta tenia poques estructures defensives a l'època romana, molt probablement estava flanquejada per torres per ambdós costats. La seva arquitectura era mínima i l'única adoració eren les altes pilastres que sobresurten dels seus murs. La porta, de 26 metres d'amplada, s'alçava sobre una gran avinguda, el Decumanus Maximus de la ciutat, coneguda per fonts bíbliques com el carrer recte (Via Recta), que es convertiria en l'artèria principal de la ciutat. L'avinguda incloïa una calçada central per a vehicles amb rodes de 14 metres d'amplada i dues voreres amb arcades per a vianants. A l'interior de la porta sobreviuen restes de la columnata transversal de la ciutat. El carrer recte, encara connecta la porta oriental de la ciutat amb la porta occidental, la Bab al-Jabiyah.
Damasc va ser conquerida pels musulmans durant l'era Rashidun. Després de la captura de Damasc pel seu l'exèrcit, Khàlid ibn al-Walid va entrar per aquesta porta el 18 de setembre de 634. La seva concessió als ciutadans cristians de permetre l'accés a les seves esglésies al districte oriental va iniciar l'evolució gradual del barri cristià de la ciutat prop de la porta.

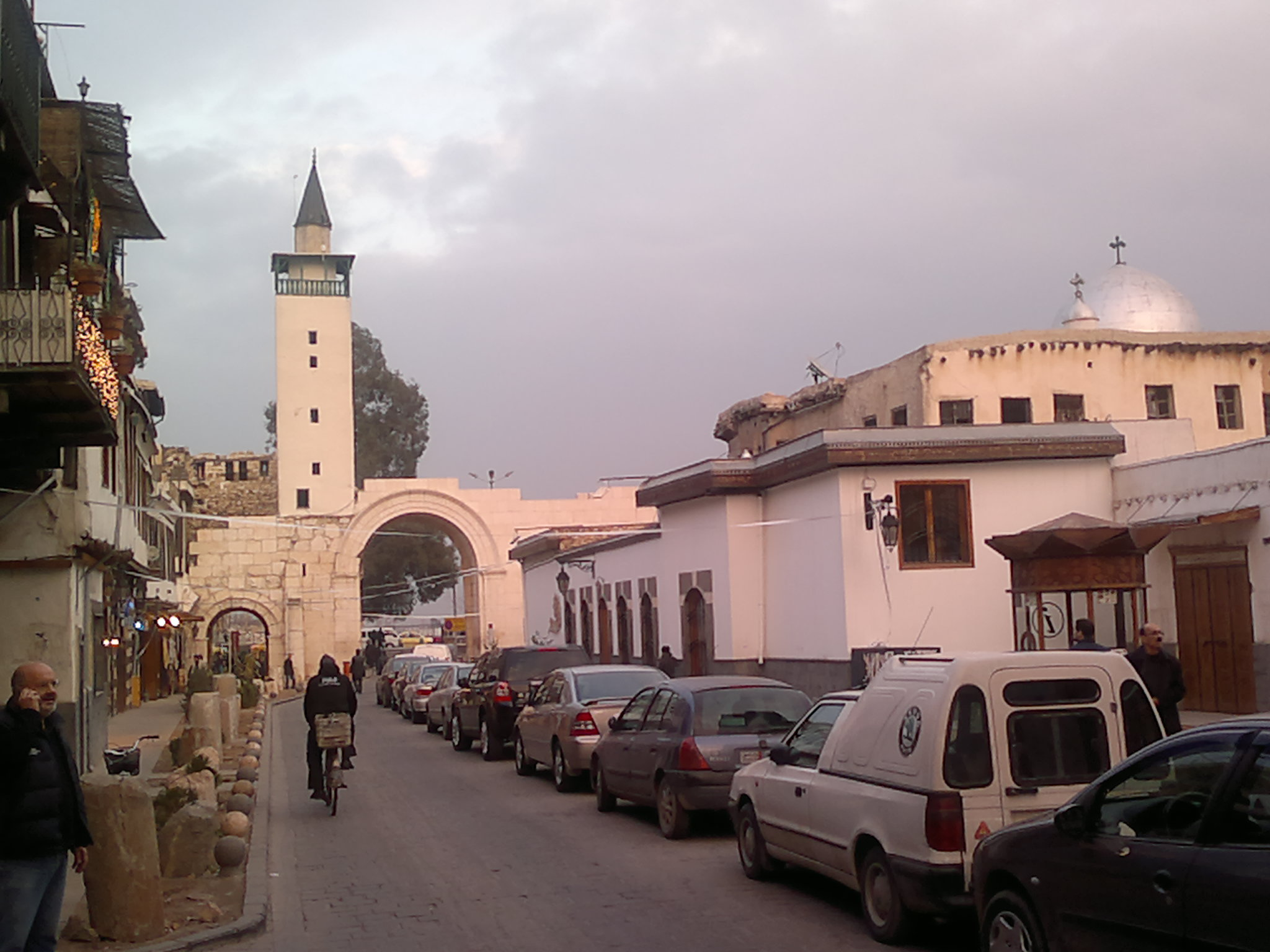
Bab Xarqi des del Carrer Recte.

Al segle XII, durant el regnat de Nur-ad-Din Zangi, la porta estava parcialment bloquejada, excepte per l'obertura central que es va convertir en una entrada corbada. També es va afegir un minaret a la part superior de la porta.
Al segle XVII, segons el viatger francès Jean de Thévenot, els turcs tenien la porta tapiada per una tradició segons la qual la ciutat només es podia conquerir per allí.
La catedral de Nostra Senyora de la Dormició, seu patriarcal de l'església grega catòlica melquita és a prop de la porta.